# Замок Кастлкнок
Замок Кастлкнок (англ. Castleknock Castle) — один із замків Ірландії, розташований в графстві Дублін в однойменній місцевості. Збудований в норманському стилі. Стоїть на території коледжу Кастлкнок. Нині від замку лишилися одні руїни.

## Опис замку Кастлкнок
Замок Кастлкнок судячи по всьому був побудований на місці якихось більш давніх укріплень. Після англо-норманського завоювання Ірландії нормани тут побудували потужний замок. Замок займав стратегічно важливе положення. Замок являв собою багатокутну вежу. Крім вежі були ще приземкуваті будинки, стіни, башти, рів з водою. Замок стоїть на вершині високого пагорбу. Нині замок оточений деревами і мало помітний на місцевості. Збереглась картина художника Френсіса Плейса, де замок зображений як величні і романтичні руїни. На картині замок менш зруйнований і не оточений деревами. Ніні замок повитий плющем, створює похмуру атмосферу. Тут панує тиша і самотність.

## Історія замку Кастлкнок

### Кромлех
До побудови замку Кастлкнок на цьому місці був давній кромлех — мегалітична споруда, що була збудована ще в часи неоліту, багато тисяч років тому, можливо використовувалась друїдами для язичницьких обрядів. Залишки кромлеха і капища були виявлені у 1861 році, коли біля замку Кастлкнок рили могилу преподобному Томасу Планкету. Виявили величезний плоский камінь, а коли його з величезними труднощами витягли, то під ним виявили порожнечу, а в ній давнє поховання. Не розуміючи цінності знахідки, робітники зруйнували давню мегалітичну споруду, археологічна пам'ятка була втрачена. Але немає сумнівів, що виявлена пам'ятка була давнім кромлехом і вівтарною гробницею. Не виключено, що вона використовувалась не тільки в часи неоліту, але і пізніше, в часи залізної доби для поховання кельтських королів. Свідки зазначають, що деякі кістки, знайдені в гробниці, були настільки старі, що вони розсипалися в прах, лишаючи білий пил.

### Кнуха
Про це місце пишуть і давні ірландські літописи. Так в «Літописі Чотирьох Майстрів» пишеться, що 726 році помер король Конгалах Кнуха (ірл. — Congalach Cnucha). Про це згадує і «Літопис Клонмакнойса». У старому перекладі його називають Конолах Кастлкнок (Konolagh Castleknock), де назву місцевості Кнуха переклали як Кастлкнок. У «Літописі Ольстера» про це теж згадують: «Конголах Кнухо (Congalach Cnucho) помер». У літописі Тігернаха пишуть: «Конголах Кнухенсіс (Congalach Cnuchaensis) помер». Ми нічого більше не знаємо про цього короля Конголаха, але помер він у своїй фортеці у 726 році. І його володіння називалися Кнуха.

### Побудова замку Кастлкнок
Замок був побудований норманським лицарем Х'ю Тіррелом, що згодом отримав титул барон Кастлкнок. Він вибрав це місце поблизу кінця ескера — хребта, що був утворений колись льодовиком, що тягнеться від міста Голвей до Дубліна. Замок був побудований на двох курганах і контролював шлях на Дублін із заходу.
Каслкнок був останнім збірним пунктом для військ останнього верховного короля Ірландії — Рорі О'Коннора. Йому не вдалося вигнати англо-норманів з області навколо Дубліна в 1171 році.
У той час старий замок зазнав багато змін. Тіррел зміцнив свою фортецю з усіма засобами тогочасної війни, і в короткий час замок Кастлкнок здійнявся вгору похмурою вежею, з важкими і глибокими бійницями та подвійним ровом. Таран не міг підійти до нього впритул, обстрілювати його з катапульт було важко і безнадійно.

### Річард Тіррел та абатство
Річард Тіррел — ІІ барон Кастлкнок у 1184 році фінансував будівництво храму та абатства Святої Бригітти. У часи короля Англії Генріха VIII католицький монастир та абатство були зруйновані і на його місці був побудований протестантський храм, що зберігся донині.

### Король Едвард Брюс та замок Кастлкнок
У 1316 році Едвард Брюс, що був коронований як Верховний король Ірландії вів війну за незалежність Ірландії та йшов на Дублін. Його брат — король Шотландії Роберт Брюс висадився в Ірландії з військом. Об'єднана армія чисельністю 20 000 воїнів йшла на Дублін, який контролювала Англія. По дорозі вони осадили замок Кастлкнок, що вважався неприступним. Але не дивлячись на це, вони взяли замок штурмом, господар замку — Х'ю Тіррел потрапив у полон. У замку влаштували штаб ірландців. Повстанці вирішили, що повна перемога близька. У замку зібралися вожді ірландських кланів, одягли шафрановий одяг і влаштували бенкет. Але скоро стало зрозуміло, що Дублін готовий до оборони і попереду ще важка війна. Роберт Брюс повернувся в Шотландію, Едвард Брюс продовжував війну, був розбитий і загинув в бою.

### Легенда про леді О'Брінн
Серед легенд про замок Кастлкнок найбільш інтерес завжди викликає легенда про леді Евлін О'Брінн (ірл. — Eibhleen O'Brinn). Доктор Бертон у своїй історії королівського притулку Кілмайнгам згадує про цю легенду. Цю легенду переспівували чимало поетів. Суть цієї легенди наступна.
У XVI столітті володарем замку був Х'ю Тіррел — останній шляхтич, що носив це ім'я. Під час його відсутності його брат Роджер Тіррел перетворив замок Кастлкнок в кубло розбійників і почав терор щодо місцевого населення. Недалеко від замку були володіння ірландського клану О'Бірне (О'Брінн), що так і не був підкорений Англією і був незалежним ірландським королівством. Дочку вождя клану звали Евлін О'Брінн. Серед ночі Роджер Тіррел напав на замок клану О'Брінн. Щоб не потрапити в полон Евлін перерізала собі горло. Цей факт викликав обурення в Ірландії. У цей час королівський притулок і шпиталь Кілмайнгам був під контролем лицарів ордену Святого Іоанна. Лицарі вирішили, що цей злочин не повинен пройти безкарно. Вони обложили замок Кастлкнок. Роджер Тіррел зробив вилазку з замку і почав битву у відкритому полі і був убитий. Ірландці довго тужили за дочкою вождя клану О'Брінн Івлін. Взимку вони збиралися, розпалювали вогнище і оплакували Івлін О'Брінн.
Легенди говорять, що інколи навколо замку Кастлкнок серед ночі блукає жіноча постать вдягнена в біле. Це привид леді Евлін О'Брінн. Іноді вона співає пісню: «Мій дух не знає спокою, ось я блукаю щороку навколо цього замку, це покута моя сумна, але незабаром я спочину, розчинюсь в радості невидимого.»
У давні часи вважалося, що самогубство тяжкий гріх, і люди які вчинили самогубство не можуть потрапити до раю.

### Громадянська війна на Британських островах
Під час громадянської війни на Британських островах замок Кастлкнок став ареною важких боїв, особливо в 1642 році. Були знайдені записи ірландського офіцера про бої біля замку Кастлкнок. Зокрема там писалося, як граф Ормонд з армією протестантів вийшов з Дубліна в сторону графства Міт, маючи 4000 піхоти і 500 вершників. Наступного дня він взяв в облогу замок Кастлкнок. Замок обороняла леді де Лейсі — родичка графа Фінгала. Її чоловік в цей час воював далеко від замку в армії ірландців-католиків. Оборонців замку було дуже мало, але вони чинили шалений опір. Нападники не могли здобути замок і несли великі втрати. Зрозумівши, що їм всім судилось загинути, леді де Лейсі спалила все, що тільки було коштовного в замку і сказала своїм воїнам: «Не очікуйте милості від ворогів наших, стійте до смерті за віру і нашого Спасителя. Я хочу подати вам приклад, йдучи на смерть на чолі нашого загону…» Вони підпалили замок, леді взяла до рук меч і оборонці кинусь у безнадійну атаку на ворога і всі полягли в бою.

### Генерал Монк
Замок Кастлкнок був частково демонтований після Війни Трьох Королівств, під час якої замок зазнав сильних ушкоджень від вогню артилерії. Коли англійський парламент проголосив війну королю Карла І, ірландський парламент дотримувався вірності династії Стюартів, і лорди Кастлкнок, які вступили в ірландський національний рух, підняли королівське знамено над бійницями. Це був початок їх загибелі. Генерал Монк йшов з Дубліна йшов з потужною силою і обложив замком у 1642 році. Все в замку на той час було в такому ж стані як при його побудові в ХІІ столітті: міцні стіни, важкі дубові меблі, вузькі бійниці. Замок був машиною війни, а не місцем розкішного життя шляхти. Але гарнізон був занадто слабкий для оборони замку. Почався обстріл замку артилерією, стіни були сильно зруйновані ядрами та вибухами, почався штурм замку. Це була громадянська війна, посилена релігійною війною між католиками та протестантами. У республіканців-протестантів не було ніякого співчуття та милосердя до роялістів-католиків. Ті, хто вцілів із захисників замку були визнані трибуналом у «державній зраді» і повішені на стінах замку який вони так мужньо захищали. Генерал Монк після перемоги залишив в замку Кастлкнок сильний гарнізон. Замок хоч і був сильно зруйнований, проте займав важливу стратегічну позицію.

### Оуен Роу О'Ніл
Борець за свободу Ірландії повстанець Оуен Роу О'Ніл вирішив здобути Дублін у 1647 році. Але на шляху у нього став замок Кастлкнок — хоч і в руїнах, але з сильним англійським гарнізоном. Англівйську кавалерію під замок Кастлкнокпривів полковник ТреворЮ але ця кавалерія була розгромлена. Оуен Роу О'Ніл почав нову облогу замку. Замок впав, його ще раз зайняли ірландці.

### Сьогоднішній день
Після тих бурхливих подій війни замок перетворився в повні руїни. Земля навколо руїн замку використовувалась для поховання священиків місцевих парафій, зокрема парафії Святого Вінсента. Багато із похованих священиків були місіонерами. Це місце були полите кров'ю багатьох героїв, потім стало місцем останнього спочинку людей церкви. Тут знайшли свій останній спочинок і солдати Ерінн, що полягли за свободу Ірландії і слуги Христа — і ті хто боровся за свободу цієї землі і ті, хто боровся за віру ірландців.